# Пушка Армстронга

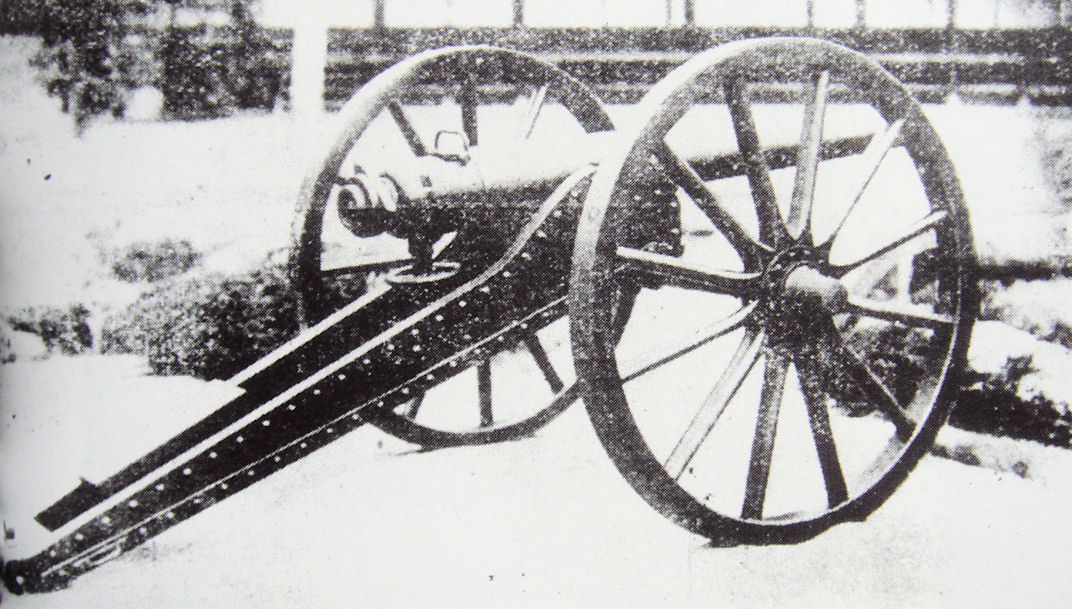

Пушка Армстронга — первое нарезное орудие со скрепленным стволом, изобретенное английским инженером У. Дж. Армстронгом в 1854 году.
До того орудия отливались исключительно цельными, из чугуна или бронзы, или отковывались из железа. Армстронг выработал систему составного ствола орудия, состоящую из главной тонкой стальной трубы, в которую помещается канал и камора и на которую нагоняются в горячем состоянии цилиндры в несколько слоев из кованного железа; они по остывании со значительным натяжением охватывают трубу, которая таким образом получает значительно большую сопротивляемость разрывающему действию пороховых газов. Пушка Армстронга послужила прототипом системы скрепления орудий цилиндрами или кольцами, которая долгое время являлась почти единственной конструкцией современных орудий (только Австрия последней сохраняла цельные бронзовые пушки). Кроме того, пушка Армстронга была и первым нарезным заряжаемым с казны орудием. Способ изготовления скрепляющих цилиндров отличался также особенностью: они приготовлялись из железных полос, навиваемых в раскаленном состоянии спирально на цилиндрический стержень, и сваривались проковкою. Пушки этого типа введены в 1859 году в Англии. Однако дороговизна, сложность затвора и затруднительность обращения с ним, a также неуверенность в их прочности вскоре заставили Англию отказаться от заряжания с казны, надолго поколебав доверие англичан к казнозарядным орудиям. Насчёт надёжности орудий были споры. Некоторые современники отмечали, что "небольшие огнестрельные орудия, изготовленные из прочнейшего металла, благодаря своему малому размеру обладают огромным запасом прочности и, следовательно, несмотря на то, что нагрузка, возникавшая при стрельбе, была значительно выше той, что наблюдается в настоящее время, они были бы способны её выдерживать". Следовательно ненадёжность скорее была присуща к корабельным орудиям этой системы, нежели полевым.

## История создания и принятие на вооружение
В 1854 году Армстронг обратился к госсекретарю по военным делам с предложением сконструировать казнозарядное нарезное орудие калибра 3 фунта для испытаний. Позже, после увеличения калибра до 5 фунтов, конструкция показала успешные результаты как по дальности стрельбы, так и по точности. В течение последующих трёх лет он усовершенствовал свою систему изготовления и адаптировал её для пушек большего калибра.
Система Армстронга была принята в 1858 году, первоначально для «специального применения в полевых условиях», и изначально он производил только небольшие образцы артиллерии: 6‑фунтовые (2,5 in/64 mm) горные или легкие полевые пушки, 9‑фунтовые (3 in/76 mm) пушки для конной артиллерии и 12‑фунтовые (3 in/76 mm) полевые пушки.
Хотя сам Армстронг не считал свою конструкцию пригодной для орудий большей массы, высшие инстанции поручили ему разработать:
- 20‑фунтовую (3,75 in/95 mm) полевую и корабельную пушку,
- 40‑фунтовую (4,75 in/121 mm) осадную пушку и
- 110‑фунтовую (7 in/180 mm) тяжёлую пушку.

Королевский флот использовал все эти орудия, причём все, за исключением 20‑фунтовой, находили своё применение в Новой Зеландии.

## Система казнозарядного нарезного орудия Армстронга

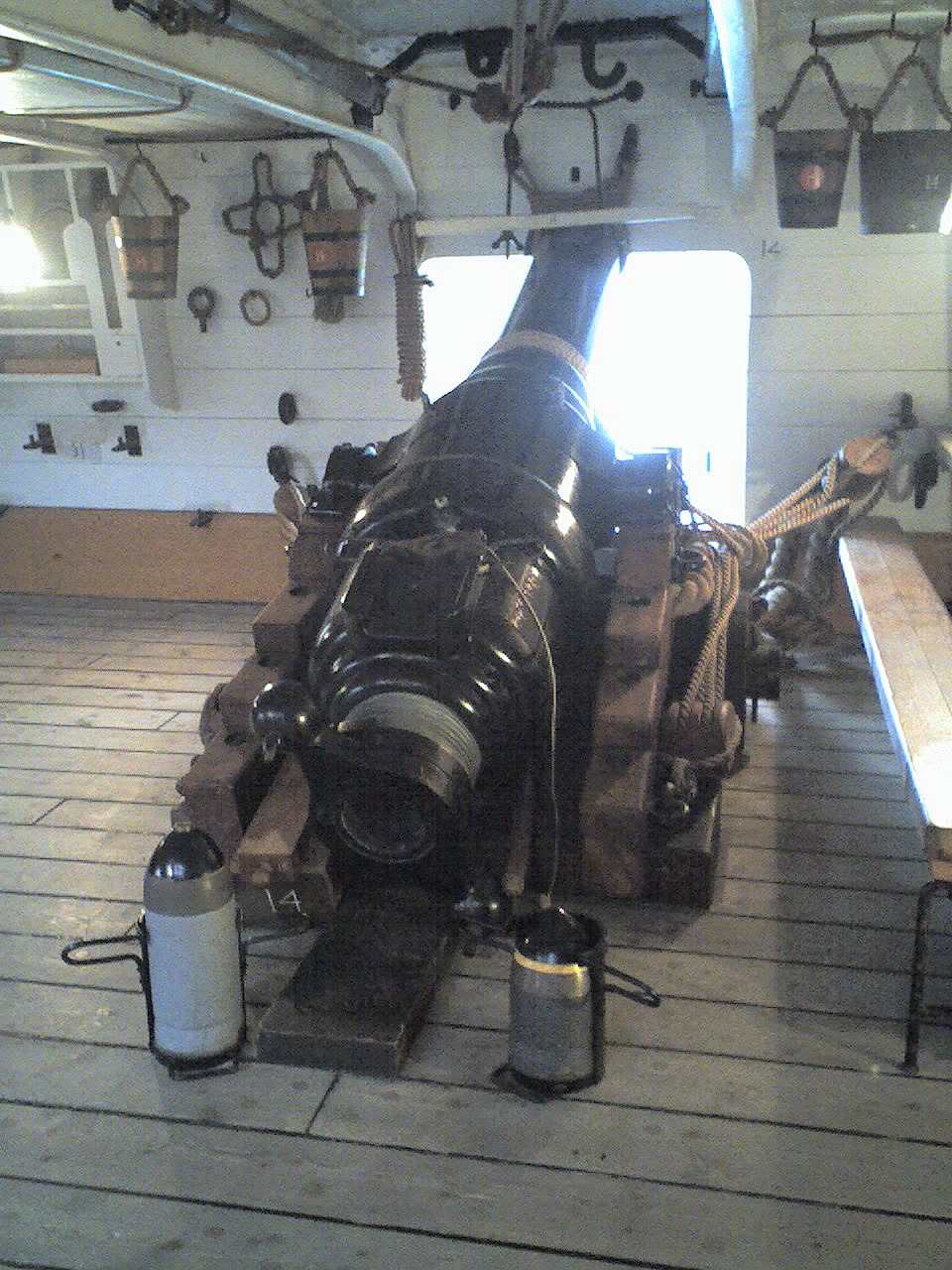
Фиберглассовая реплика 7‑дюймового 110‑фунтового орудия Армстронга на HMS Warrior

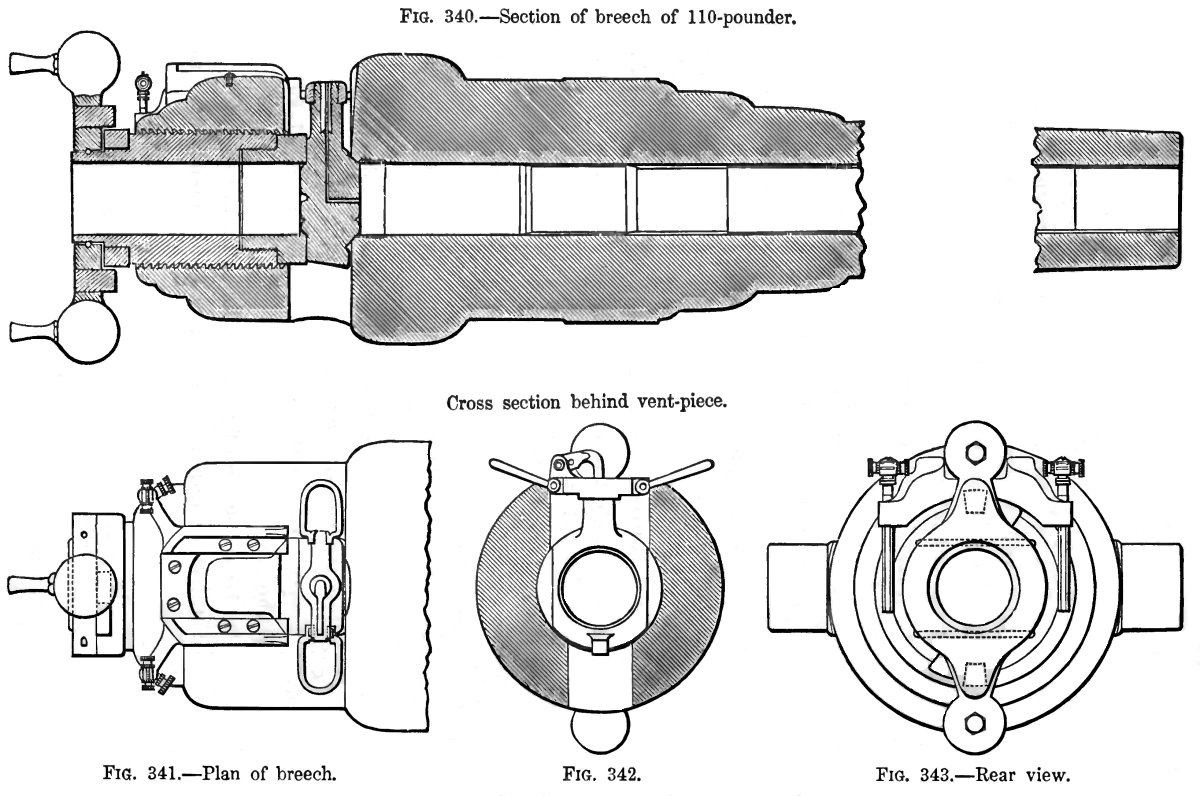
Винтовая система затвора 7‑дюймового орудия Армстронга

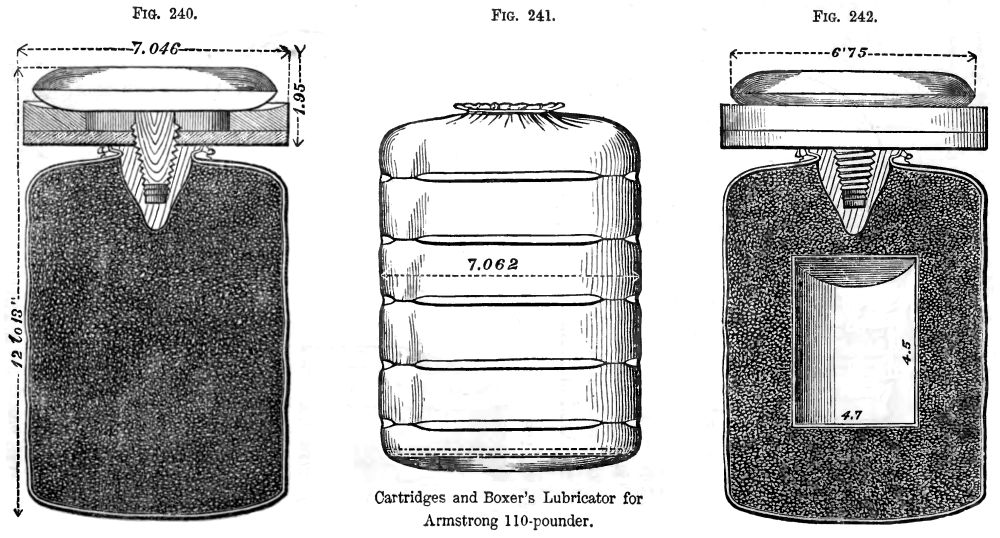
Пороховой патрон со смазочным устройством

Орудия Армстронга имели конструкцию «сборки», основанную на центральной «А»-трубе – первоначально изготовленной из ковкого железа, а с 1863 года – из низкоуглеродистой стали, закалённой в масле – которая служила сердцевиной ствола. На эту трубу надевались несколько обмоток из ковкого железа, создававших предварительное сжатие, а также устанавливалось опорное (трунсионное) кольцо для крепления орудия. Нарезка ствола выполнялась по системе «polygroove»: в стволе делалось 38 канавок с завитком, что соответствовало одному обороту на 38 калибров.
Отлитый из чугуна снаряд, по форме напоминающий мине‑бол, имел тонкое свинцовое покрытие, благодаря которому его диаметр немного превышал внутренний диаметр ствола. При прохождении через нарезку свинцовое покрытие взаимодействовало с канавками, придавая снаряду вращение. Это вращение, а также устранение зазора за счёт плотного прилегания снаряда к стволу, обеспечивали высокой дальности и точности стрельбу по сравнению с существующими гладкоствольными пушками, которым требовался больший заряд пороха.
Каждый пороховой патрон снабжался «смазчиком» – составом из топлёного жира и льняного масла, размещённым между двумя оловянными пластинами, с поддержкой войлочной прокладки, обработанной пчелиным воском, и завершающей мельничной доской. Смазчик, следуя за снарядом по стволу, позволял пороху равномерно распределяться, а прокладка очищала ствол от свинцовых отложений, оставляя его готовым для следующего выстрела.

## Пушки Армстронга в бою
Британские войска широко использовали орудия Армстронга с большим успехом во время Второй опиумной войны. Так, согласно показаниям переводчика Роберта Суинхо после британской атаки на китайскую крепость в Пехтанге:
Множество мертвых китайцев лежали вокруг орудий, некоторые из них были ужасно изуродованы. Стена давала скудную защиту тартарским артиллеристам, и было поразительно, как они умудрялись так долго противостоять разрушительному огню, который наши орудия Армстронга обрушивали на них. Несчастных воинов привязывали к пушкам за ноги.
Орудие Армстронга, преимущественно 12‑фунтовое, получило широкое применение в конфликте 1863 года в Новой Зеландии между британскими войсками и маори в регионе Уаикато. Хорошо сохранившаяся 12‑фунтовая пушка, использовавшаяся в битве при Рангирири, экспонируется в музее Te Awamutu. Ствол орудия может поворачиваться на 6° влево или вправо без перемещения транспортировочной рамы. Колёса изготовлены из дерева с 75‑мм стальной ободкой; диаметр колеса составляет 1,7 м, а дорожный ход — 1,8 м. Ширина ствола у дула равна 140 мм. Во время сражения на хребте Hairini артиллерия стреляла «через головы» наступающих пехотинцев, которые укрывались в небольшой впадине в земле перед окопами маори.
4 июля 1868 года орудия Армстронга были применены в битве при Уэно силами, поддерживавшими Императорское правительство Японии.
Орудия Армстронга также использовались против британских и индийских войск во время Второй англо‑афганской войны, в битве при Чарасиабе, где Говард Хенсман описывает, как шесть орудий были захвачены объединённой англо‑индийской экспедицией под командованием бригадного генерала Бейкера.

## Возврат к пушкам с зарядкой через дула

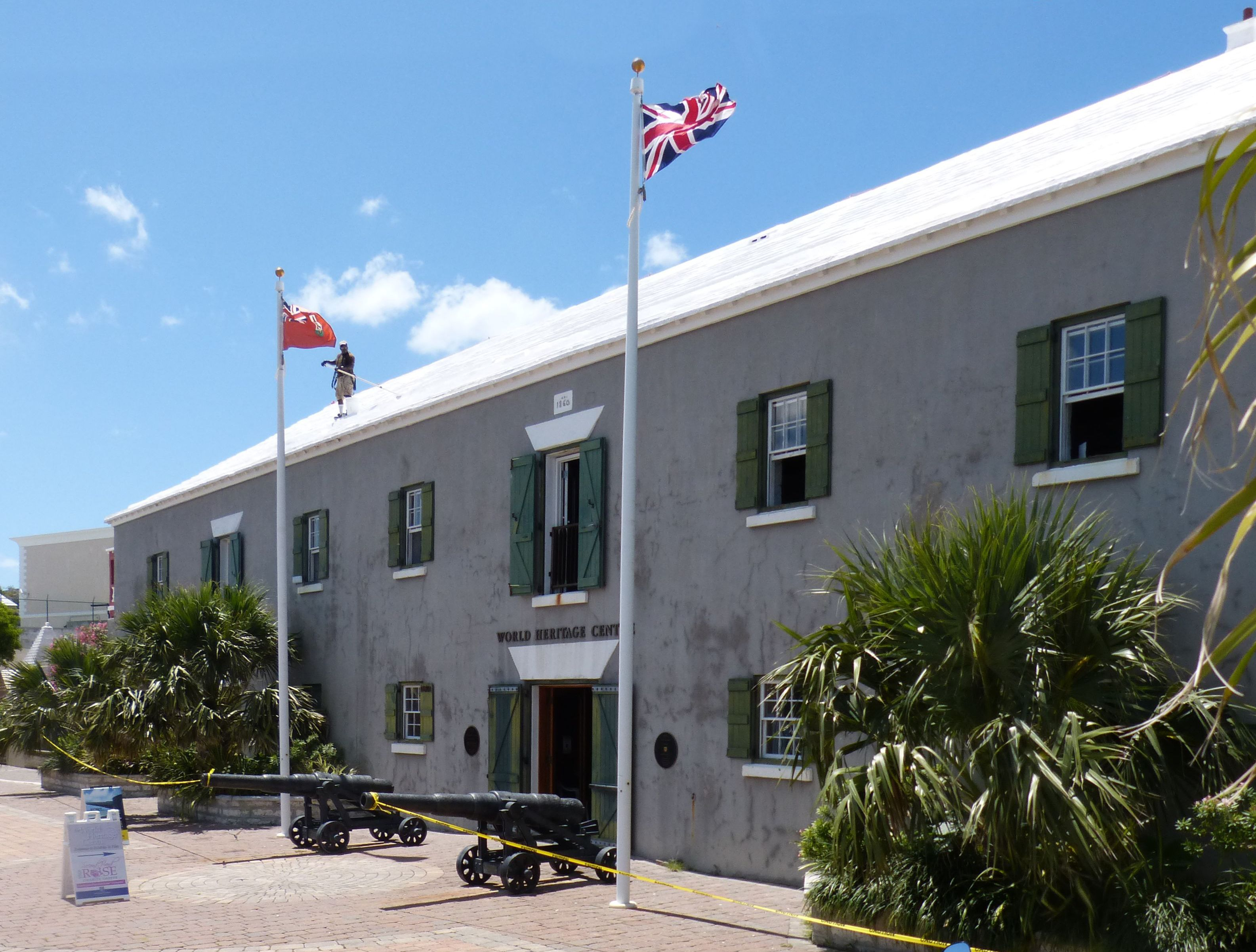
Две 40‑фунтовые орудия Армстронга RBL, выставленные во Фонде Всемирного наследия ЮНЕСКО города Сент‑Джордж, Бермуды. Изначально они использовались как мобильное орудие для обороны южного побережья Бермуд без фиксированной береговой артиллерии, затем вошли в состав салютной батареи Форта Виктория, а позже были установлены на причале в качестве шпонок

В 1863 году был создан специальный ординансовый комитет для оценки достоинств пушек с зарядкой через дула по сравнению с казнозарядными нарезными орудиями. Уже в 1864 году, ещё до завершения исследований, правительство прекратило производство орудий Армстронга с казнозарядным устройством. Когда в августе 1865 года комитет вынёс свой окончательный доклад, было отмечено следующее:
«Многоканальная система нарезки ствола с снарядами, покрытыми свинцом, и сложные казнозарядные устройства существенно уступают пушкам с зарядкой через дула для общих военных нужд, имея недостаток в виде более высокой начальной стоимости и затрат на боеприпасы. Пушки с зарядкой через дула значительно превосходят казнозарядные по простоте конструкции и эффективности в условиях активной боевой службы — их можно заряжать и использовать с поразительной лёгкостью и быстротой.»

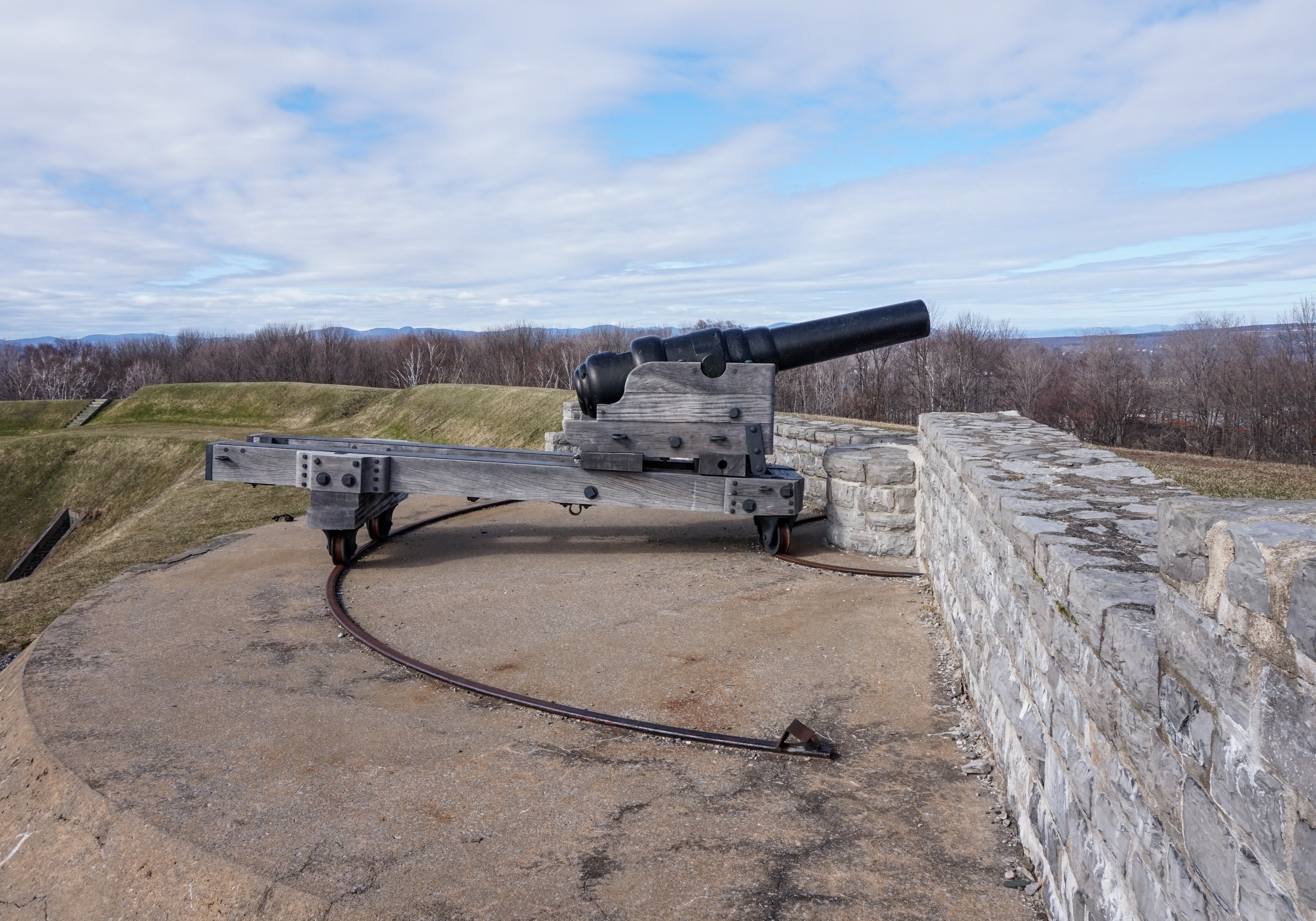
Орудие Армстронга в Форт №1, Левис (Левис, Квебек, Канада)

В докладе также отмечалось, что орудия Армстронга, хоть и оказались дороже, неизменно были безопаснее: если чугунные пушки с зарядкой через дула нередко взрывались из-за разрыва ствола, то ни одно казнозарядное нарезное орудие Армстронга не давало подобных происшествий. Кроме того, артиллеристы могли оперативно устранять неисправности — в одном случае, когда 17,72‑дюймовая пушка RML в батарее Напьер оф Магдала в Гибралтаре дала сбой, одному из них пришлось спускаться по стволу головой вперёд для фиксации экстрактора, тогда как для более распространённых пушек с зарядкой через дула, оснащённых стандартным набором инструментов для извлечения, такое вмешательство не требовалось.
Несмотря на упоминание некоторых достоинств казнозарядных орудий, экономическая целесообразность привела к выводу комитета о том, что «суммарное соотношение преимуществ благоприятно для полевых пушек с зарядкой через дула». В 1865 году Великобритания окончательно отказалась от казнозарядных нарезных орудий в пользу пушек с зарядкой через дула.
Испытания, проведённые в 1859 году с 40‑фунтовым орудием Армстронга и повторённые в 1869 году с нарезным 100‑фунтовым орудием, показали, что ни одно из пушек не способно пробить 4 дюйма брони даже на расстоянии 50 ярдов. Этот результат имел решающее значение, поскольку Великобритания, как морская держава, рассчитывала на способность своего корабельного вооружения противостоять новым бронированным военным кораблям, разрабатываемым потенциальными противниками.
В попытке устранить ограничения традиционной конструкции винтового затвора Армстронг предложил альтернативное решение, однако правительство уже приняло окончательное решение о полном переходе на пушки с зарядкой через дула.
Чтобы обеспечить возможность эффективного нарезания при использовании пушек с зарядкой через дула, в 1866 году Армстронг предложил систему, согласно которой снаряды имели внешние шипы, совмещавшиеся с канавками в стволе. Эта система была принята для первого поколения нарезных пушек с зарядкой через дула (обозначаемых как RML) в сочетании с проверенным методом сборки ствола из ковкого железа.

## Поздние разработки Армстронга

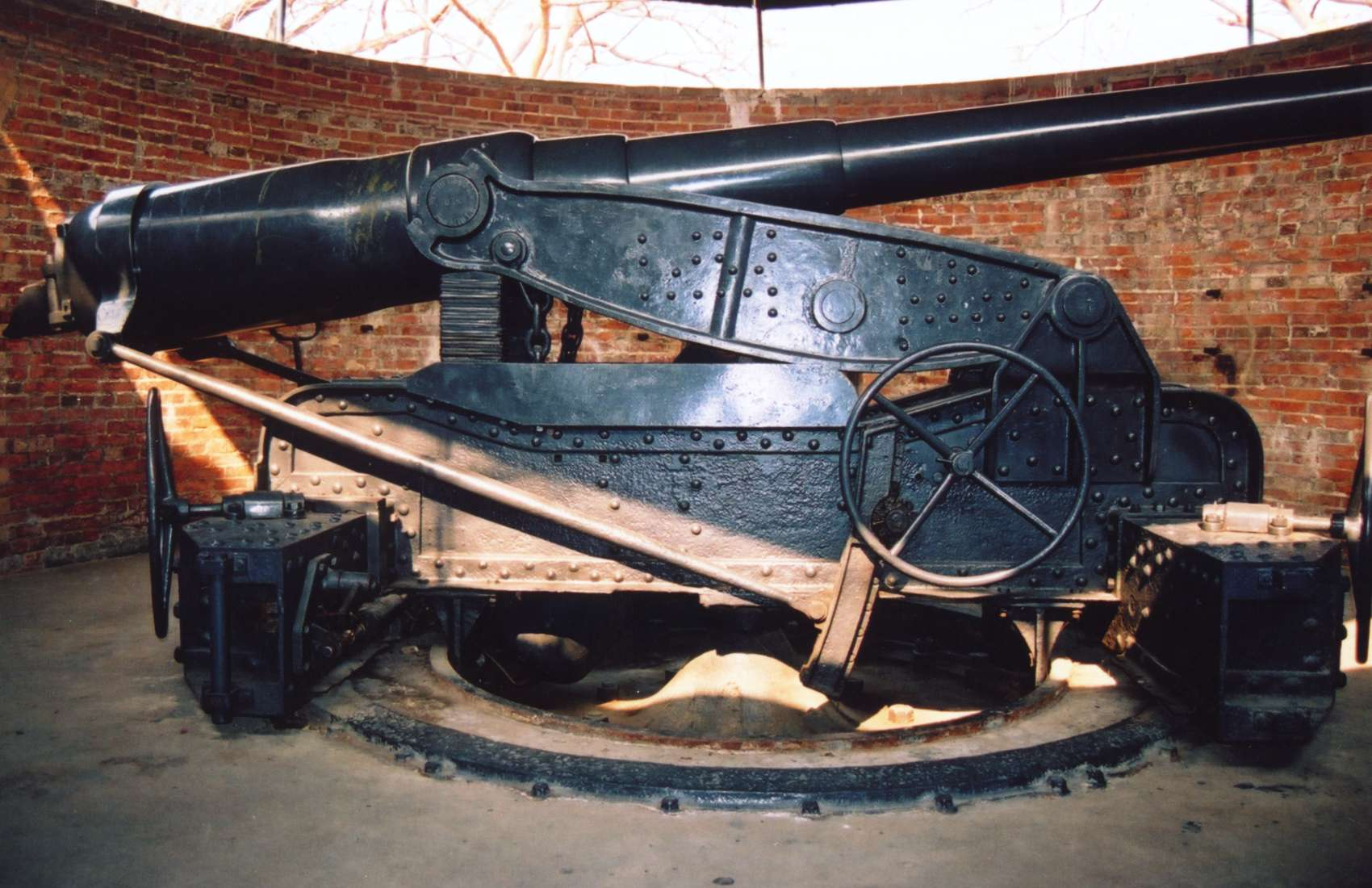
Орудие Армстронга в Форт Чулочомклао, Самут Пракан, Таиланд

В 1880‑х годах, несмотря на ранее накопленный опыт, Армстронг сосредоточился на модернизации казнозарядных нарезных орудий. Новые решения предусматривали усовершенствованные методы герметизации ствола, при которых уплотнение создавалось за счёт силы выстрела, а не посредством ручного усилия, как в конструкциях 1858 года. Благодаря этим инновациям компания стала основным поставщиком современных пушек с зарядкой через дула (BL) для Королевского флота, Британской армии и мирового экспортного рынка вплоть до 1920‑х годов. Однако именно ранние поколения казнозарядных нарезных орудий остаются под общим названием «пушки Армстронга».

## В культуре
Орудие присутствует в игре Total War: Shogun 2 - Fall of the Samurai , где является лучшей артиллерией в игре во время войны Босин
В фильмах и документальных программах: Weapons That Changed the World (BBC, 2000) – один из эпизодов этого документального цикла посвящён инновационным артиллерийским системам, в том числе орудиям Армстронга. • Battle of the Century: Evolution of Artillery (History Channel, 2005) – в рамках этого цикла рассматривается эволюция артиллерии, где уделяется внимание внедрению системы Армстронга в британское вооружение. "Iron Giants" (документальный фильм, 2010) – данный фильм посвящён историческим образцам военной техники, среди которых подробно рассказывается о значимости технологий, заложенных в орудиях Армстронга.
В книгах: Armstrong Guns and the Birth of Modern Artillery (John R. Allen, 1998) – в этой работе приводится детальное описание конструкции, принципов работы и тактического применения пушек Армстронга, подчёркивая их влияние на развитие современной артиллерии. "The Armstrong Gun: Revolution in Artillery" (Peter G. Smith, 2002) – в книге проводится анализ технических характеристик и исторического значения орудий Армстронга, рассматриваемых как революционное достижение в артиллерии. • British Artillery 1850–1900 (Charles Messenger, 2004) – автор рассматривает вклад Армстронга в развитие британской артиллерии в рамках общего обзора вооружения того периода. "Artillery Through the Ages" – учебное пособие, в котором на страницах сравниваются различные артиллерийские системы, включая казнозарядные нарезные орудия Армстронга, демонстрируя эволюцию военной техники.